# فرودگاه اوبان
فرودگاه اوبان (به انگلیسی: Oban Airport) یک فرودگاه همگانی با کد یاتا OBN است که یک باند فرود Porous آسفالت دارد و طول باند آن ۱۲۶۳ متر است. این فرودگاه در کشور اسکاتلند قرار دارد و در ارتفاع ۷ متری از سطح دریا واقع شده‌است.

## شرکت‌های هواپیمایی و مقصدهای پروازی
| شرکت‌های هواپیمایی      | مقصدهای پروازی              |
| ---------------------- | --------------------------- |
| Hebridean Air Services | کول، کولونسای، ایسلی، تایری |